# Halle-Neustadt
Halle-Neustadt, im Volksmund auch Ha-Neu oder Neustadt genannt, war eine Stadt im Bezirk Halle der Deutschen Demokratischen Republik und bezeichnet heute den Stadtteil Neustadt der Stadt Halle (Saale) mit seinen vier Stadtvierteln Nördliche Neustadt, Südliche Neustadt, Westliche Neustadt und Gewerbegebiet Neustadt.
Sie wurde am 12. Mai 1967 zur eigenständigen und kreisfreien Stadt erklärt, nachdem sie ursprünglich als neuer Stadtteil Halle-West erbaut worden war. Die Einwohnerzahl betrug Ende 1972 ca. 51.600 und erreichte am Jahresende 1980 mit 93.578 Einwohnern ihren Höchstwert. Am 6. Mai 1990 wurde Halle-Neustadt in die Stadt Halle (Saale) eingemeindet. Die Bevölkerungszahl hat sich seitdem etwa halbiert und lag im März 2024 auf einem Wert von 47.270 Einwohnern.

## Geografie

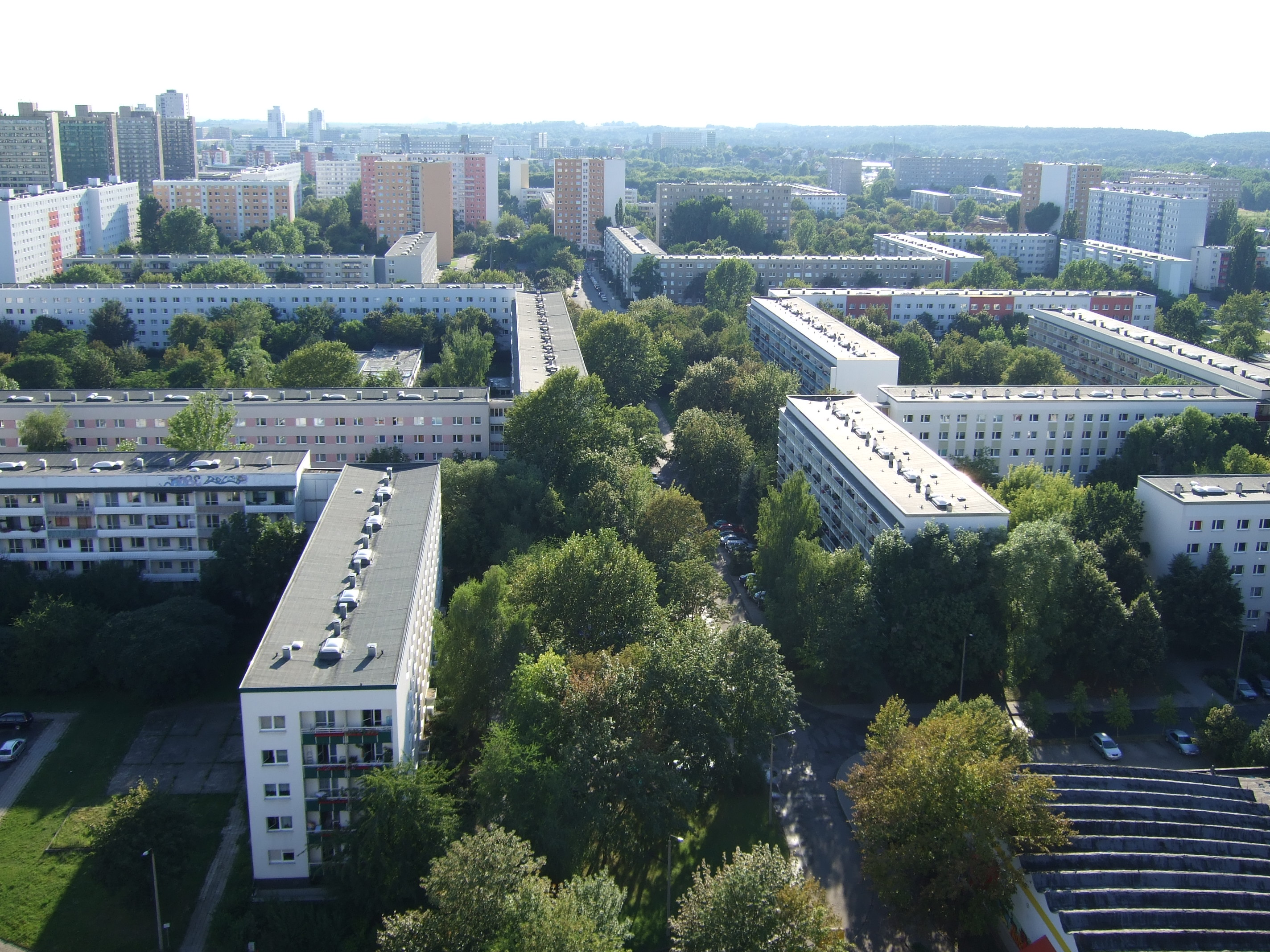
Blick auf Halle-Neustadt von einem Punkthochhaus. Links im Hintergrund sind die sog. Scheiben zu sehen. Rechts im Hintergrund ist das Waldgebiet der Dölauer Heide zu erkennen.

### Geografische Lage
Halle-Neustadt liegt im Süden des Landes Sachsen-Anhalt innerhalb der Stadt Halle (Saale). Das Stadtviertel liegt am Westrand der Saaleaue auf der orographisch linken Flussseite, gegenüber und ca. 2 km  westlich der Altstadt von Halle. Das Gebiet ist morphologisch flach auf Höhen von ca. 77 m NHN (Rennbahnkreuz im Osten) bis 100 m NHN (Westrand in der Soltauer Straße). Die Ost-West-Ausdehnung der Wohnbebauung beträgt ca. 4 km und die Nord-Süd-Ausdehnung ca. 2,5 km..
Zu DDR-Zeiten war der jetzige Stadtteil Halle-Neustadt (ohne Nietleben und Heide-Süd) eine kreisfreie Stadt, die in drei Richtungen von Halle umschlossen war und in einer Richtung an die Gemeinden des Saalkreises (ungleich dem heutigen Saalekreis) grenzte.

### Gliederung
Das Wohngebiet besteht aus acht, vorwiegend aus Plattenbauten bestehenden Wohnkomplexen. Jeder dieser Wohnkomplexe enthielt früher jeweils eine Polytechnische Oberschule (POS), Kindergarten und Kinderkrippe in Form einer Kinderkombination, einen Jugendklub, eine Buchhandlung sowie eine Bibliothek, eine Kaufhalle und verschiedene Arztpraxen und heute mindestens einen Supermarkt.
Im Süden des Stadtteils liegt zusätzlich noch das Wohngebiet Südpark, das einem eigenen Wohnkomplex entspricht.
Unmittelbar am Nordwestrand von Halle-Neustadt liegt der dörflich geprägte Stadtteil Nietleben. Während Nietleben beim Bau von Halle-Neustadt bestehen bleiben durfte, sind von der Ortschaft Passendorf im südlichen Teil der Neustadt nur noch wenige kleinere Häuser zu finden (siehe dazu Südliche Neustadt (Halle)).

### Geologie
Halle-Neustadt liegt regionalgeologisch auf der Halle-Merseburg-Scholle, ca. 1 km südlich der Halleschen Marktplatzverwerfung. Die östliche Hälfte des Stadtteils liegt in den natürlichen Überflutungsgebieten der Saale. Dort kommen im Untergrund die Lockersedimente des Auelehms und Saalekieses vor. Im Westen dominieren die Lockersedimente des pleistozänen Flugsandes (Löß) sowie Sedimente des Tertiärs, die Braunkohle enthalten. Der tiefere Untergrund wird südöstlich des Neustadtzentrums von den Festgesteinseinheiten des Oberen und Mittleren Buntsandsteins gebildet. Nordwestlich davon bildet der Muschelkalk den oberen Festgesteinshorizont.

## Wirtschaft und Infrastruktur

### Verkehr
Halle-Neustadt wird verkehrstechnisch  durch eine große vierspurige Allee, die Magistrale genannt wird, erschlossen. In der Mitte dieser Straße verläuft, stadtbahngerecht auf einem eigenen Gleiskörper, eine von mehreren Linien benutzte Straßenbahntrasse der HAVAG. Diese verbindet Neustadt mit der Altstadt von Halle. Von der Magistrale zweigen kleinere Erschließungsstraßen in die, Wohnkomplexe genannten, einzelnen Viertel des Stadtteils ab. Von diesen zweigen wiederum noch kleinere Straßen ab, an denen die meisten Wohnblöcke stehen. Im ganzen Gebiet existiert ein weit ausgedehntes Netz aus Fuß- und Radwegen. Die Bundesstraße 80 führt von Osten kommend südlich als fast kreuzungsfreie Schnellstraße um Halle-Neustadt herum, erreicht die Autobahnanschlussstelle Halle-Neustadt der Bundesautobahn 143 am westlichen Rand Halle-Neustadts und verlässt das Gebiet im Westen in Richtung Lutherstadt Eisleben.
Neben der Ost-West-verlaufenden Straßenbahnverbindung auf der Magistrale gibt es noch eine weitere am Nordostrand von Halle-Neustadt. Diese verbindet den Stadtteil mit den nördlich gelegenen Stadtteilen Heide-Süd und Kröllwitz.
Eine Strecke der S-Bahn Mitteldeutschland verläuft in einem Tunnel von Nord nach Süd durch Halle-Neustadt. An dieser Strecke befinden sich der als Tunnelbahnhof ausgeführte Bahnhof Halle-Neustadt und der S-Bahnhof Zscherbener Straße. Die
Strecke wird von der Linie S3 der S-Bahn Mitteldeutschland bedient.

### Das Stadtteilzentrum
Das Zentrum von Halle-Neustadt liegt unmittelbar nördlich der Magistrale. Hier befindet sich die Fußgängerzone Neustädter Passage auf zwei Etagen mit Geschäften, die ihre Form bei einer Erneuerung zwischen 2005 und 2006 erhielt. Ihren Abschluss findet die Passage im Westen am Einkaufszentrum Neustadt Centrum, das auch ein großes Kino beherbergt. Die dominanten Gebäude sind die ab 1970 in Hallescher Monolithbauweise errichteten Scheiben A, B, C, D und E. Dabei kam ein industrielles Schalungssystem mit einem Querwandraster von 3,6 Metern zum Einsatz. Die Scheibe A diente bis 1998 als Studentenwohnheim, danach stand sie leer. Seit 2021 nutzt die Stadt das Haus als Verwaltungsstandort.  Die Scheibe C steht seit 1998 leer, sie wird saniert. Aufwändig werden Decken mit
Stahlstreben verstärkt, um das Gewicht von mehr als 300 Wohnungen auszuhalten. In der Scheibe D befindet sich das Jobcenter Halle im Erdgeschoss. Die Scheibe B steht leer. In der Scheibe E wird nur das Erdgeschoss gewerblich genutzt, der Rest steht leer. Unter dem Zentrum von Halle-Neustadt befindet sich der Tunnelbahnhof der S-Bahnstrecke. In dem ehemals als Rathaus gebauten Gebäude südöstlich davon hat das Landesamt für Vermessung und Geoinformation Sachsen-Anhalt (LVermGeo) eine Außenstelle.

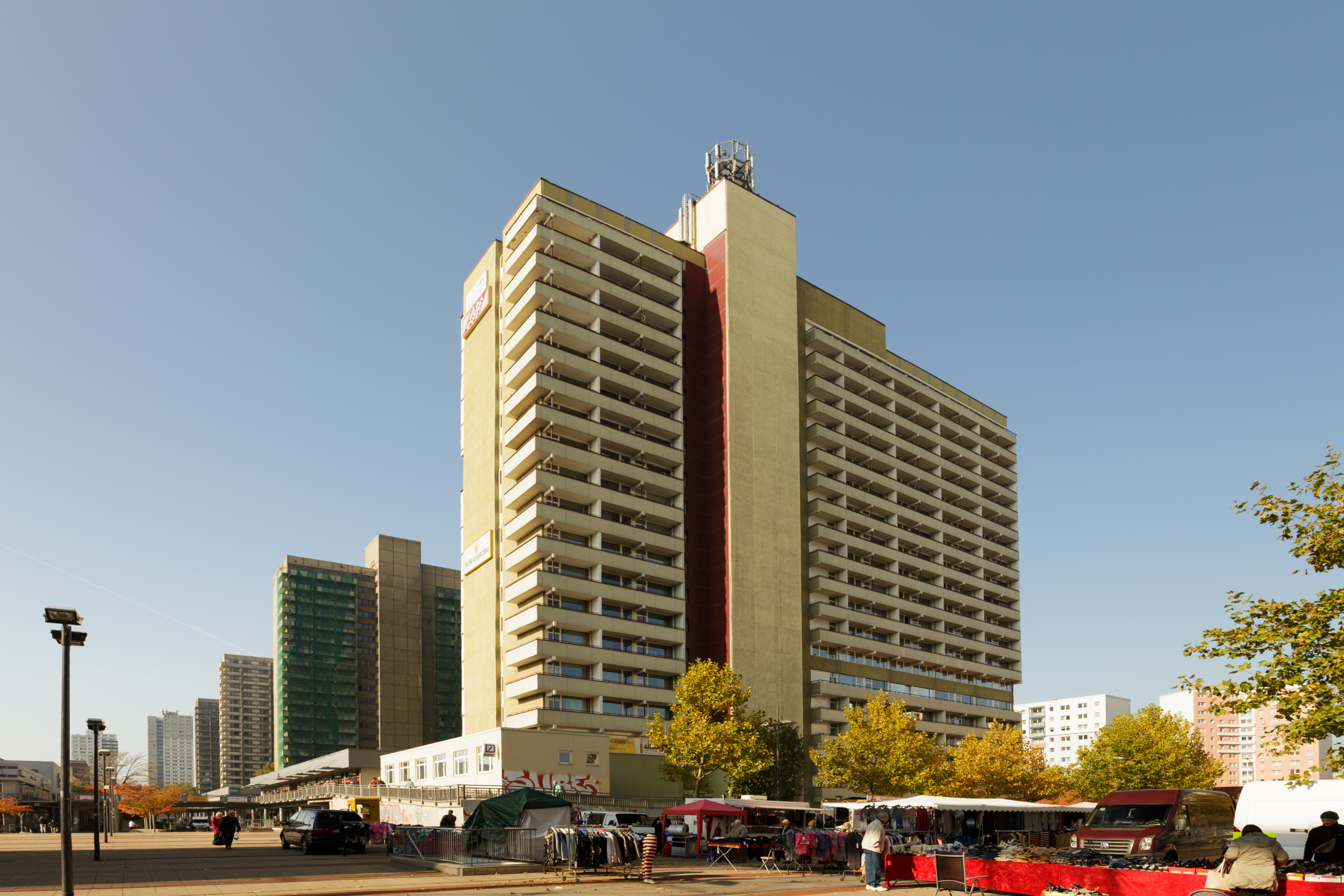
Das Stadtteilzentrum mit den sog. Hochhaus-Scheiben
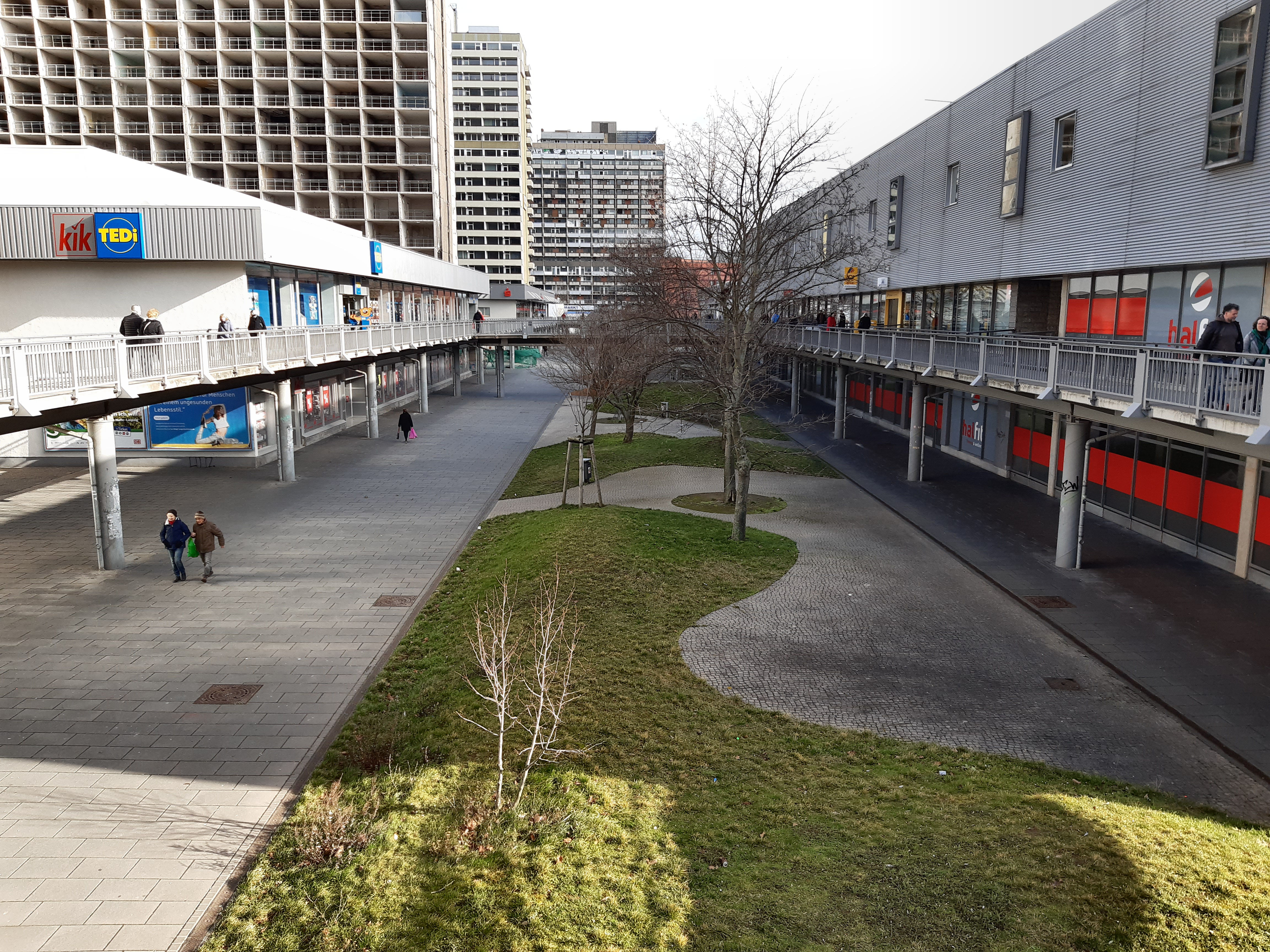
Neustädter Passage, erbaut 1970–1975
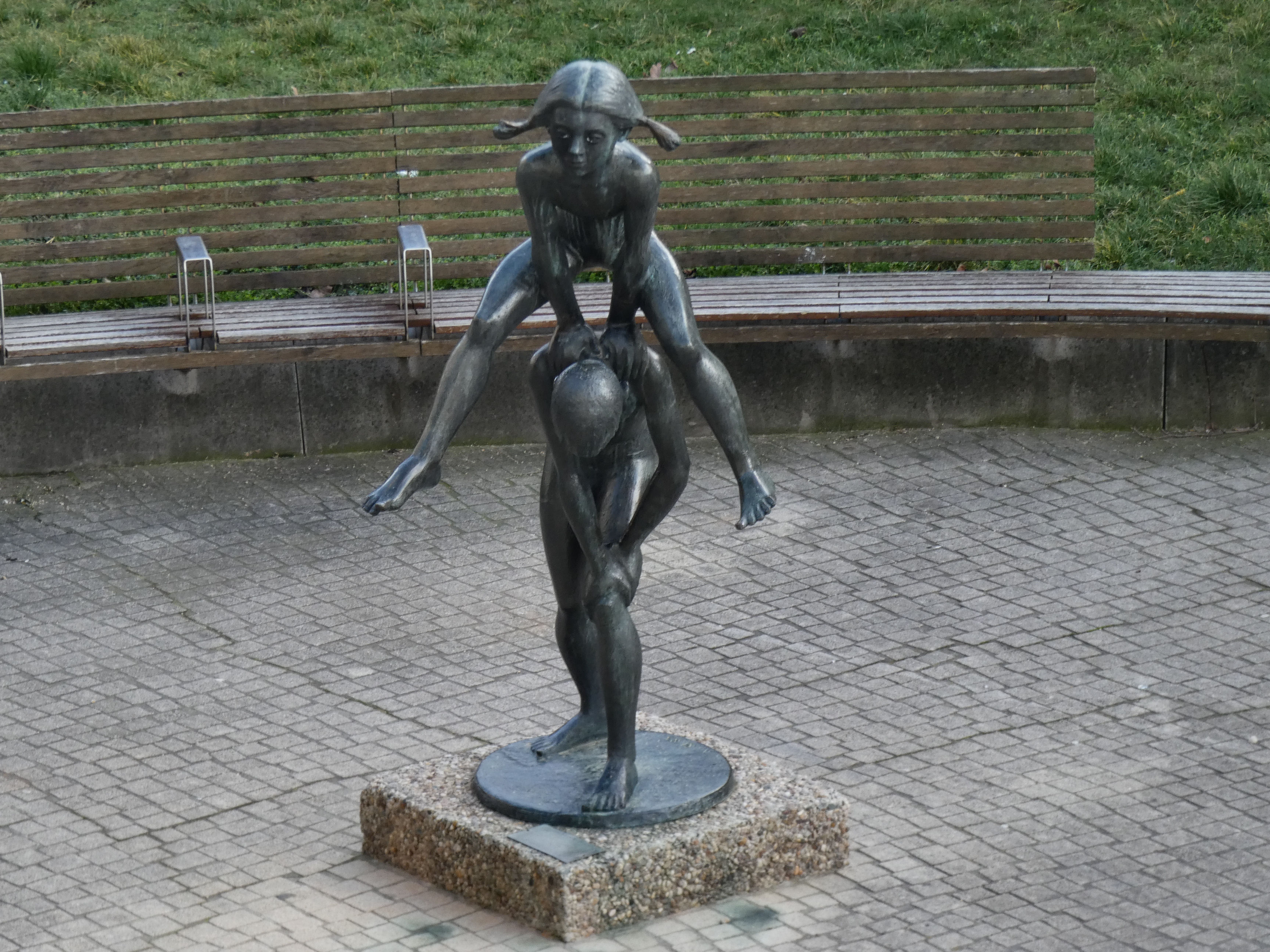
Skulptur von Rudolf Hilscher in der Passage
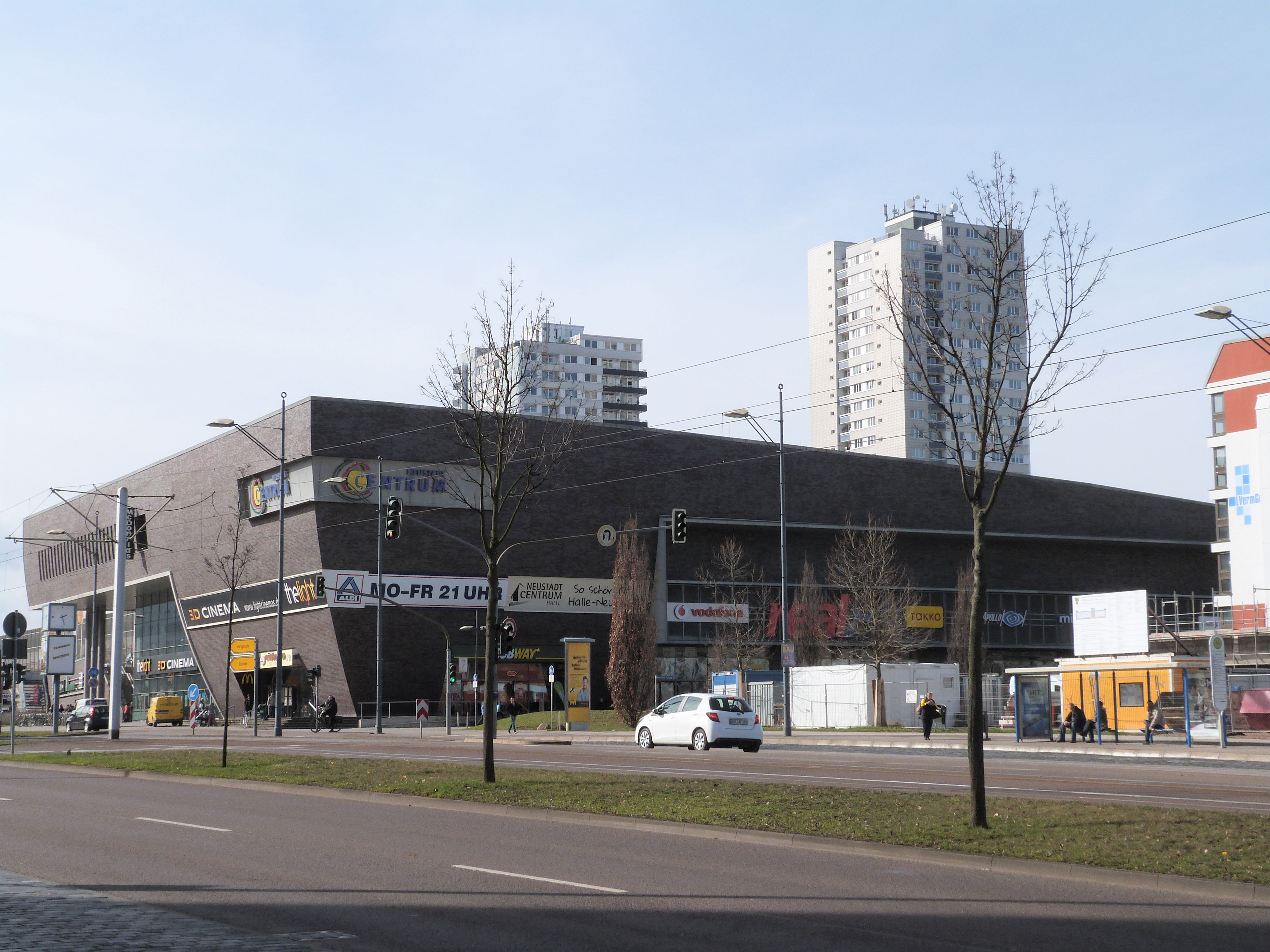
Das Neustadt Centrum an der Magistrale
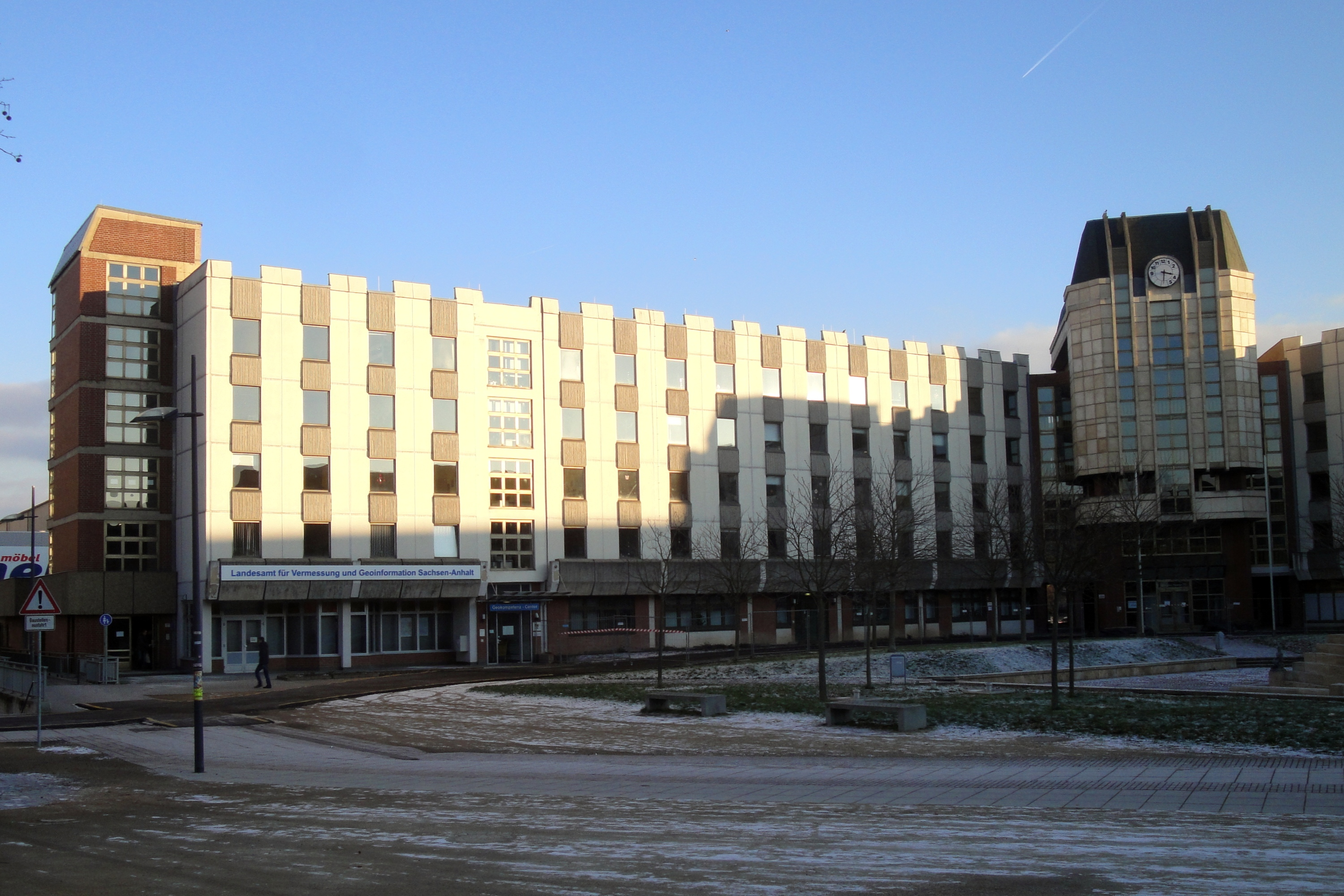
Landesamt für Vermessung und Geoinformation

### Naherholung

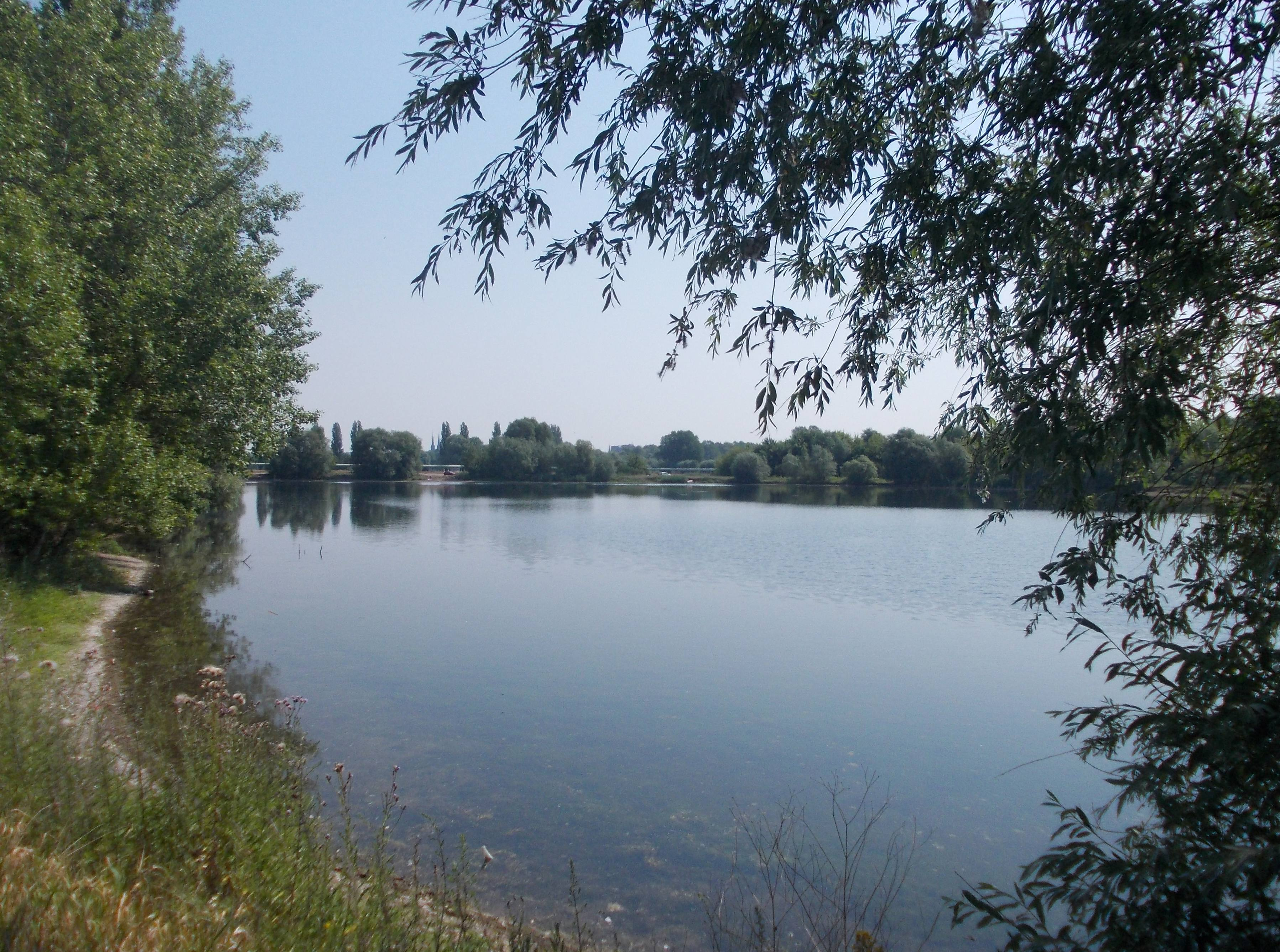
Kiesgrube südöstlich von Halle-Neustadt

Halle-Neustadt bietet vielseitige Erholungsmöglichkeiten. Zum einen sind die Wohnblöcke fast durchgängig in Grünflächen eingebettet. Zusätzlich gibt es noch größere Parks wie den Südpark. Dieser erstreckt sich auf beiden Seiten eines Altwassers der Saale (siehe Kirchteich). Südöstlich des Südparks liegt die Saaleaue mit einem alten Schifffahrtskanal und einer gefluteten, renaturierten Kiesgrube. Ein großer Teil des Nordrandes von Halle-Neustadt besteht aus einem lang gestreckten Landschaftspark. Nördlich des Zentrums gibt es dazu den Bruchsee in einem alten Muschelkalk-Steinbruch. Während des Winters ist eine Schwimmhalle geöffnet, und während des Sommers stehen drei Freibäder in der unmittelbaren Umgebung zur Verfügung. Verschiedene Sportvereine wie beispielsweise der Motoballverein 1. MBC 70/90 Halle
unterhalten Sportplätze und Sportstätten in und um Halle-Neustadt. Zuletzt gibt es eine provisorische Eissporthalle und eine Pferderennbahn.

### Wirtschaft
Im Südwesten von Halle-Neustadt gibt es das Gewerbegebiet Neustadt. Hier betreibt die Coca-Cola Company eine Flaschenfabrik und Abfüllstation. Die 2006 gegründete Automatenfabrik Gollmann Kommissioniersysteme GmbH hat (Stand 2024) 400 Mitarbeiter.
Nördlich von Halle-Neustadt schließt sich auf der anderen Seite des Landschaftsparkes der Wissenschafts-, Forschungs- und Wirtschaftsstandort Weinberg Campus an, in dem mehrere Institute der Martin-Luther-Universität und weitere Forschungseinrichtungen stehen.

### Bildung
Es gibt in Halle-Neustadt Kindertagesstätten und Grundschulen in öffentlicher Trägerschaft; zudem die Berufsbildenden Schulen III Johann Christoph von Dreyhaupt, eine Förderschule und die Gemeinschaftsschule Kastanienallee. Das allgemeinbildende Christian-Wolff-Gymnasium ist benannt nach dem Philosophen der Aufklärung Christian Wolff. Es bietet als eine der wenigen Schulen Sachsen-Anhalts Italienisch als weiterführende Fremdsprache an.

## Geschichte

### Frühere Überlegungen zur Bebauung

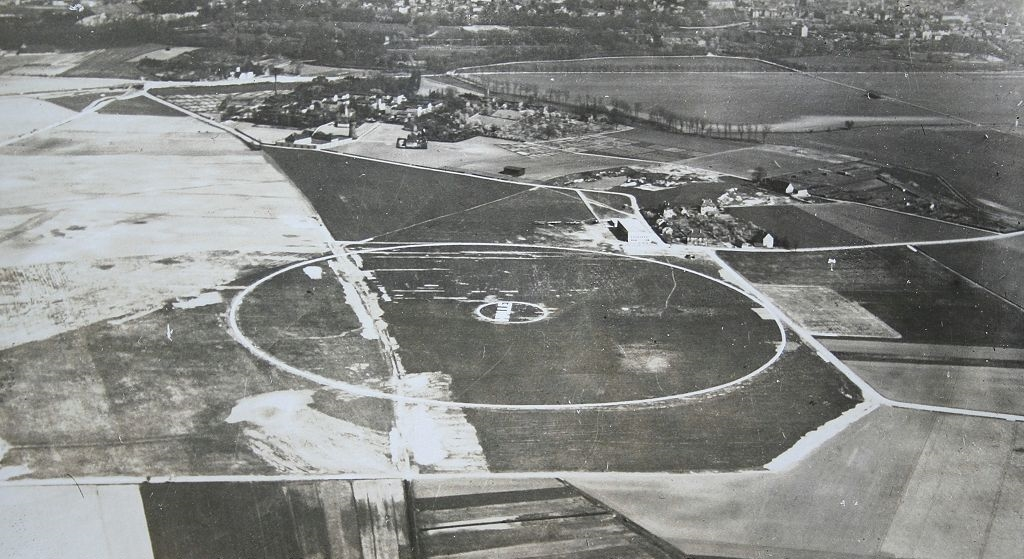
Landschaft bei Halle-Neustadt: Luftbild des einst nördlich gelegenen Flugplatzes

Bereits zur Wende zum 20. Jahrhundert bestand die Notwendigkeit, aufgrund der rasant wachsenden Bevölkerung nach neuen Flächen für Wohnungsbau zu suchen. Dabei war die Nord-Süd-Ausdehnung der Stadt Halle – eingezwängt zwischen Saale im Westen sowie Bahngleisen und Industriegebieten im Osten – eines der Hauptprobleme. Aus diesem Grund fielen Überlegungen auf Gebiete westlich der Altstadt im Bereich der Ortslage Passendorf und der Saale. Wegen der äußerst schwierigen geologischen und vor allem hydrologischen Bedingungen durch Grund- und Hochwasser wurde die Entwicklung dieses Gebietes zu einem weiteren Wohnstandort für die Stadt Halle verworfen. So bestand das Gebiet zum Ende des Zweiten Weltkriegs aus ländlichem Raum. Neben den Dörfern Nietleben und Passendorf sowie dem Flugplatz Halle-Nietleben war die Bahnstrecke Halle Klaustor–Hettstedt eines der wenigen raumgliedernden Elemente. In den 1920er Jahren wurde die Idee einer Bebauung nochmals aufgegriffen jedoch wieder ad acta gelegt. Zu einer größeren Neuanlage von Wohnraum in dieser Gegend kam es daher einzig nordöstlich des damals noch eigenständigen Vorortes Nietleben, wo eine Gartenstadt nach dem Vorbild der Dresdener Vorstadt Hellerau errichtet wurde.

### Die DDR beschließt den Aufbau einer Chemiearbeiterstadt

Medaille mit dem Profil des Chefarchitekten Richard Paulick und lokalen Punkthochhäusern

Die eigentliche Stadtgeschichte begann 1958 mit einer Konferenz des ZK der SED zum Thema „Chemieprogramm der DDR“, auf der die Ansiedlung von Arbeitskräften in der Nähe der Chemiestandorte der Buna-Werke in Schkopau und der Leunawerke in Leuna beschlossen wurde. Nach umfangreichen Standortuntersuchungen und Planungen im Bezirk Halle beschloss das Politbüro der SED am 17. September 1963 den Aufbau der „Chemiearbeiterstadt“, wobei diese in größerer Entfernung von den Chemieanlagen errichtet wurde. Chefarchitekt von Halle-Neustadt war Richard Paulick; seine Stellvertreter und Leiter von Entwurfsgruppen waren Joachim Bach, Horst Siegel, Karl-Heinz Schlesier, Sigbert Fliegel und Harald Zaglmaier.
Die neue Stadt wurde am Rande der Saaleaue zwischen der kleinen Ortschaft Zscherben sowie den halleschen Ortsteilen Passendorf und Nietleben platziert, wobei Passendorf größtenteils abgerissen wurde. Reste des dörflichen Charakters jener Siedlung, darunter auch das ehemalige Rittergut, sind nur entlang der Kamm- und Teichstraße erhalten geblieben. Mit der Errichtung des Wohngebietes Südpark wurde diese Straße schließlich zu einer Art dörflichen Oase im sonst von Hochhäusern geprägten Stadtbild.

### Baubeginn und erste Jahre

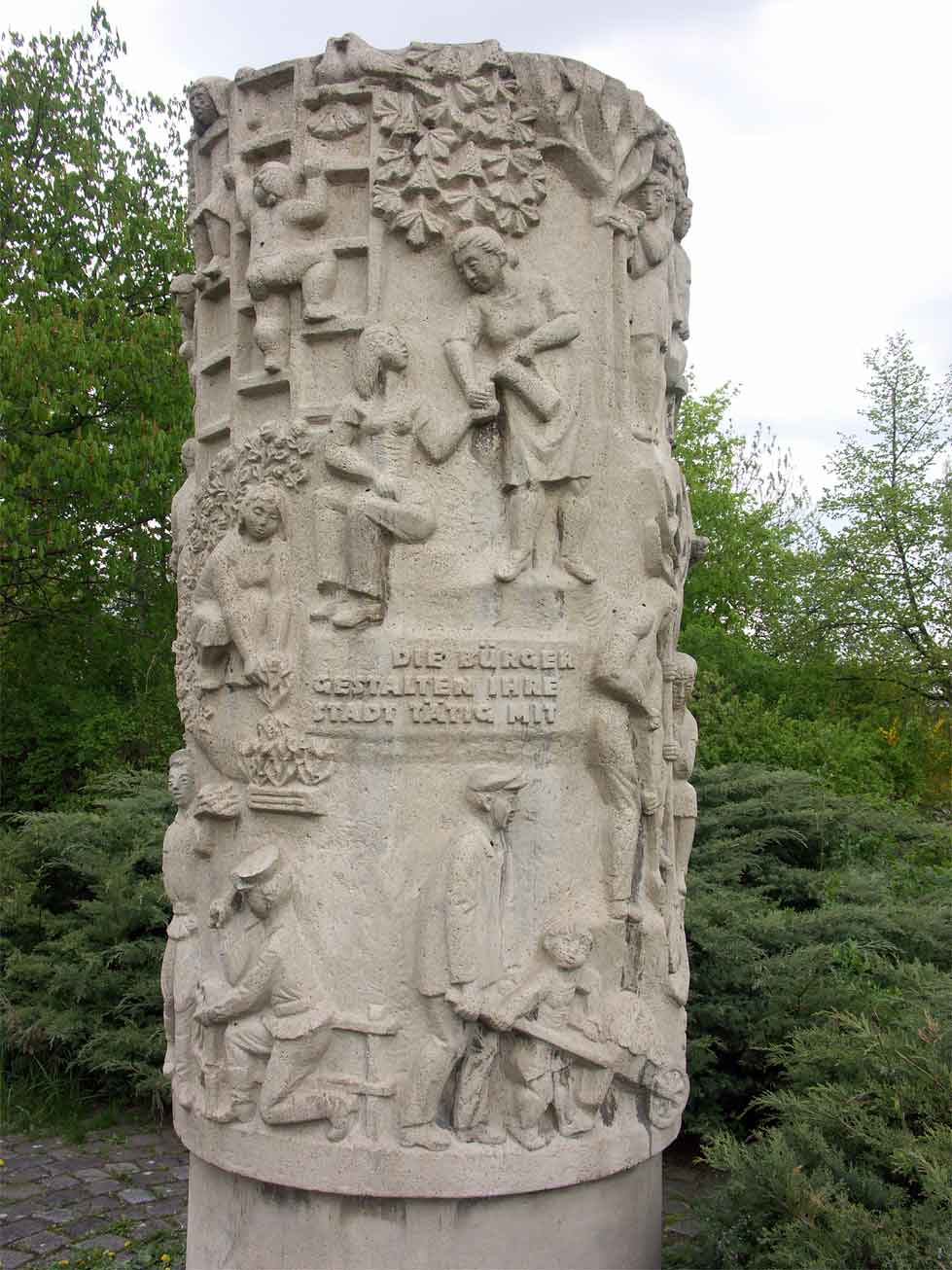
Elan der frühen Jahre: „Aufbauhelfer“ von Rudolf Hilscher 1975

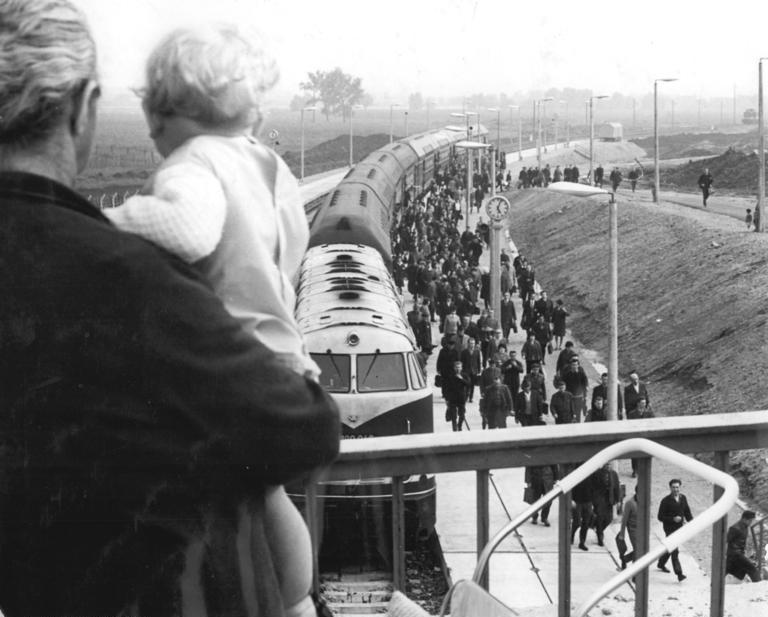
1967 – Die Bahnverbindung nach Leuna und Buna, Bahnhof Halle-Neustadt, heute Zscherbener Straße

Am 1. Februar 1964 wurde das Plattenwerk eröffnet, das die Betonfertigteile für die Großplattenbauweise in der neuen Stadt produzierte. Am 15. Juli 1964 legte Horst Sindermann, erster Sekretär der SED-Bezirksleitung Halle, den Grundstein für den Bau der sozialistischen Wohnstadt westlich von Halle auf dem Gelände der Schule „Erste POS“. Im Gegensatz zu den folgenden Schulen, die nach Persönlichkeiten und Funktionären benannt wurden, behielt diese Schule den Namen „Erste POS“. Der Baustil dieser Schule und der zweiten POS „Ernst Thälmann“ hob sich vom Rest der insgesamt 28 Schulen deutlich ab. Die anderen Schulen wurden mit „atomsicheren“ Bunkern ausgestattet, in deren zentralen Kellergeschossen befanden sich jeweils eine Lüftungsanlage und an die Fensterscheiben anklappbare Betonelemente. Ein Beispiel dafür ist der Verbindungstrakt der 15. POS „Hermann Matern“ und der ehemaligen 16. POS „Otto Grotewohl“.
Am 9. August 1965 zogen die ersten Mieter nach Halle-Neustadt. Noch vor Fertigstellung des ersten Wohnkomplexes 1968 wurde die neue Siedlung am 12. Mai 1967 vom Stadtteil Halle-West zur Stadt Halle-Neustadt erklärt und das Gebiet formell aus dem Stadtgebiet von Halle herausgelöst. Von 1970 bis 1990 war Liane Lang Oberbürgermeisterin der Stadt. Für die Stadt wurde ein eigener Friedhof Neustadt errichtet.
Die neue Stadt erhielt den offiziellen Beinamen „Sozialistische Stadt der Chemiearbeiter“. Sowjetische Soldaten der 27. Garde-Mot. Schützendivision, die in der nahegelegenen Kaserne Heide-Süd untergebracht waren, wurden mit zahlreichen Arbeitseinsätzen zum Aufbau kommandiert. Eine Vielzahl von Wohnblöcken im nördlichen Stadtgebiet waren für deren Familien reserviert und standen nach Abzug der Truppen zu Beginn der 1990er Jahre leer. Seit 1971 befand sich die Bezirksverwaltung für Staatssicherheit Halle im Areal am Gimritzer Damm.
Eine Besonderheit war der Verzicht auf Straßennamen, stattdessen wurden alle Wohnblöcke und Eingänge nach einem für Außenstehende kaum zu durchschauenden Prinzip durchnummeriert. Ausgangspunkt dafür war das Kreuz „Magistrale/S-Bahn“. Jeder Wohnkomplex hatte einen oder zwei Ziffern für die Hunderterstelle mit Ausnahme der Häuser entlang der Magistrale, die alle eine führende ‚0‘ hatten, wenn der Eingang zur Magistrale zeigte. Die Zehnerstelle hing davon ab, die wievielte Straße vom zentralen Kreuz aus gesehen betrachtet wurde. Die Einerstelle war das entsprechende Gebäude – beispielsweise hatte der I. Wohnkomplex die ‚6‘ als erste Stelle. Eine typische Adresse war beispielsweise Block 107 Haus 2.
Nach der Friedlichen Revolution in der DDR wurde dieses System zugunsten von Straßennamen abgeschafft.

#### Frühe Probleme beim Stadtbau

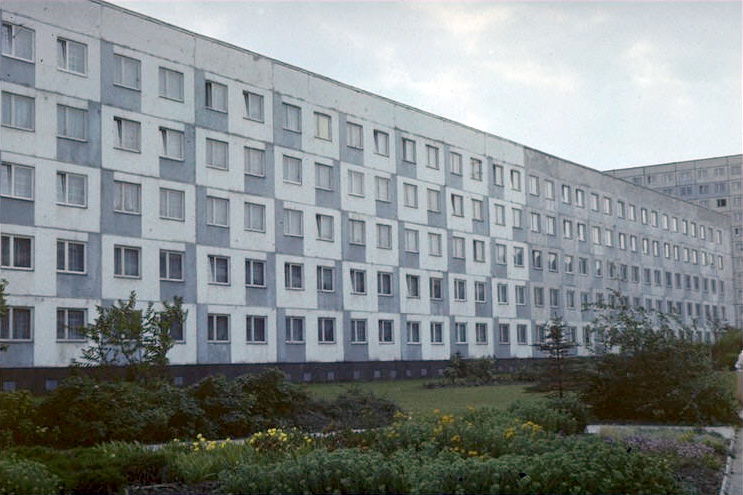
Plattenbau-Wohnblöcke in Halle-Neustadt um 1978

Da wesentliche zentrale Infrastruktureinrichtungen erst spät oder nie fertiggestellt wurden – so gab es zur DDR-Zeit zum Beispiel nie ein Hotel oder ein Warenhaus in der Stadt –, blieb Halle-Neustadt kaum mehr als eine Schlafstadt für die im Schichtrhythmus der Chemieanlagen lebenden Chemiearbeiter und deren Familien. Die Erschließung der Stadt blieb, trotz des zentralen „Rennbahnkreuzes“, unbefriedigend, da die zentrale Straßenbahnlinie entlang der Magistrale in der DDR nicht gebaut wurde, offiziell aufgrund zu geringer Straßenbahnstromkapazitäten. Busse und die S-Bahn trugen die Hauptlast des öffentlichen Personennahverkehrs. Über den in der Stadtmitte gelegenen Tunnelbahnhof sowie den S-Bahnhof Zscherbener Straße gab es eine direkte Pendlerverbindung Richtung Merseburg zu den Chemiekombinaten Buna Schkopau und Leuna passend zu deren Schichtzeiten. Eine vorhandene Straßenbahnlinie vom Stadtzentrum Halle (Saale) aus Richtung Heide tangierte nur den VIII. Wohnkomplex am östlichen Rand, erschloss also nur einen Bruchteil der Stadt.

#### Kunst und Kultur in Halle-Neustadt

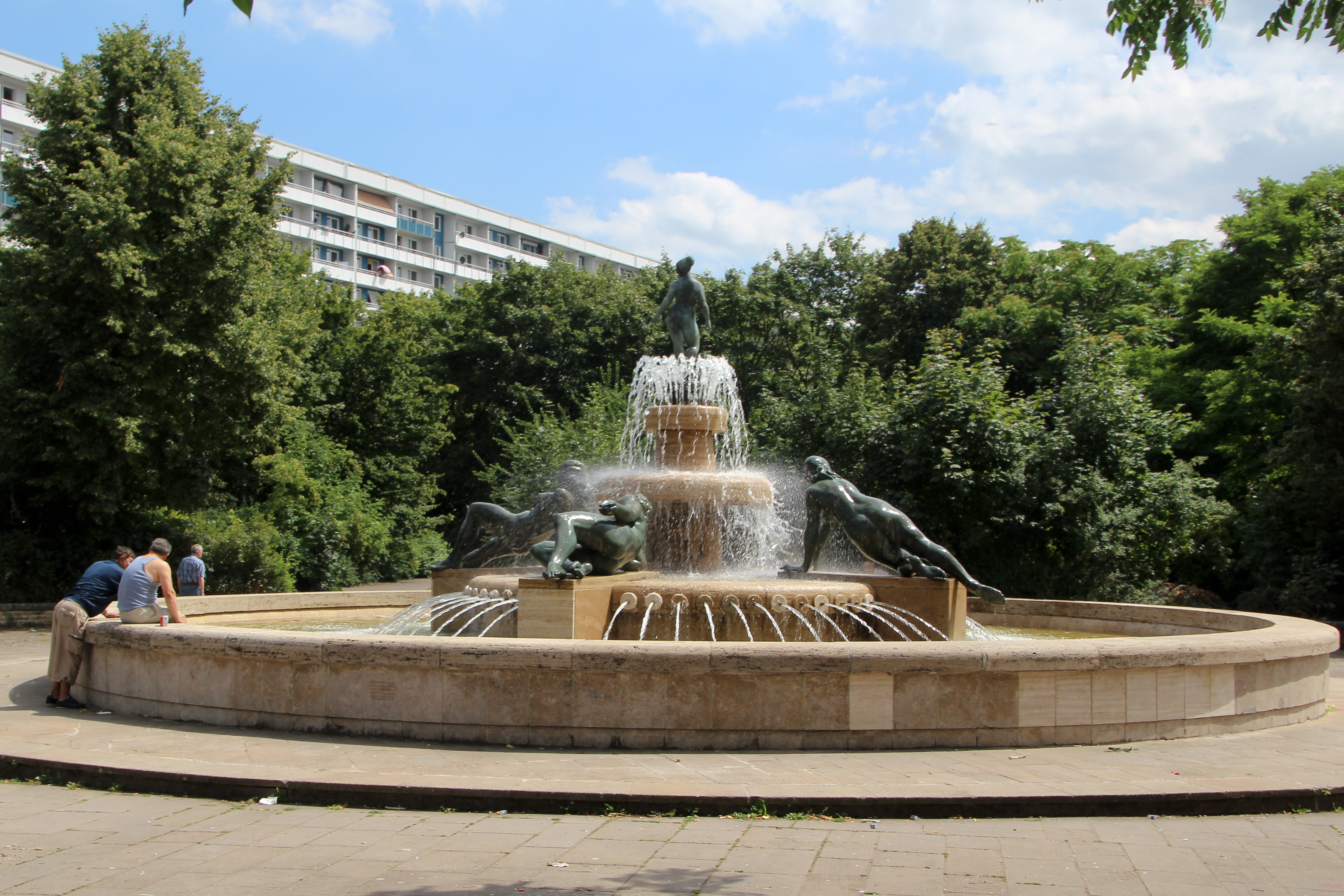
Der Frauenbrunnen in der südlichen Neustadt

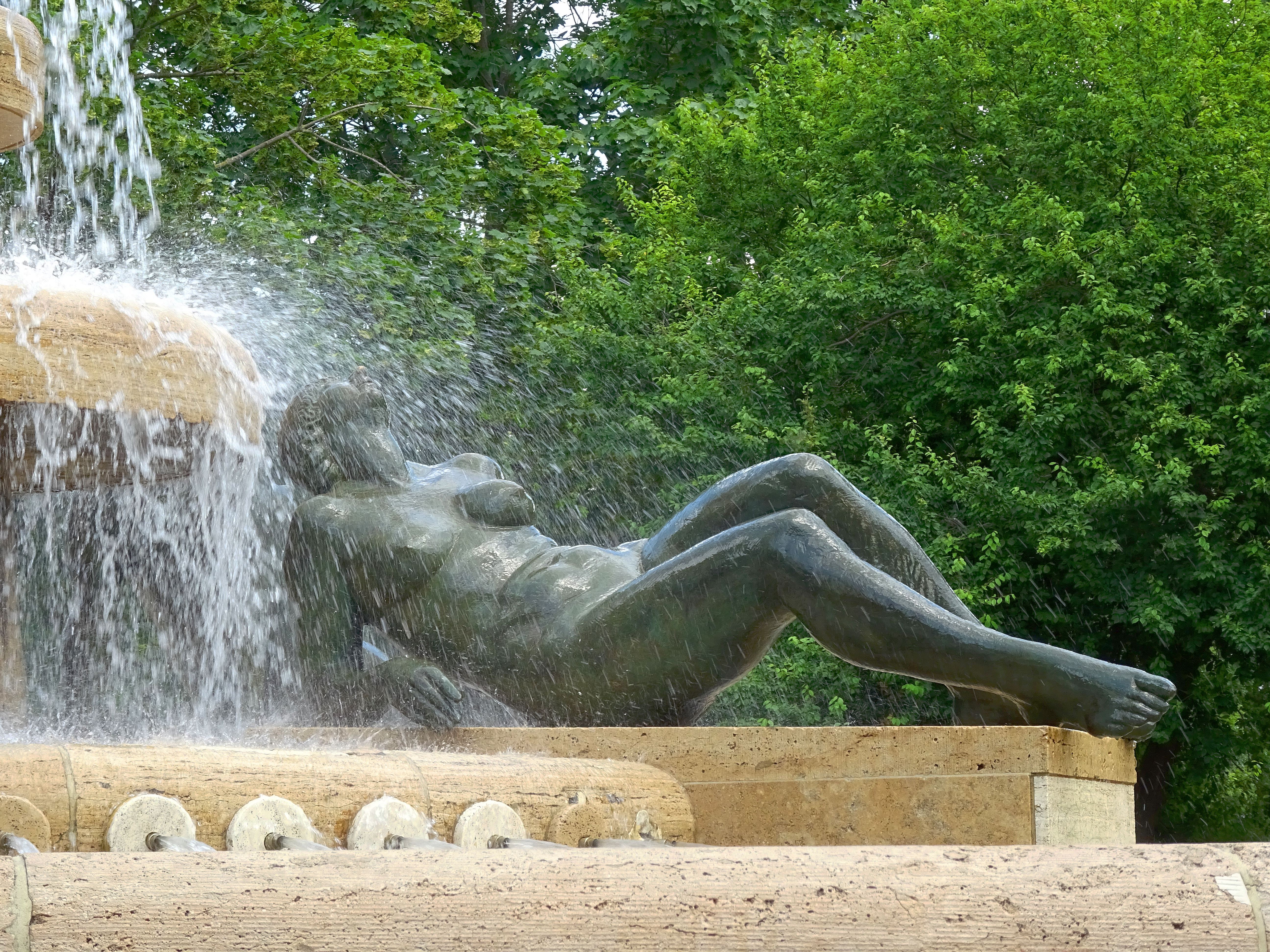
Der Frauenbrunnen (Detail)

Im Zentrum von Halle-Neustadt war ein Kulturzentrum als Bauwerk von herausragend architektonischem und künstlerischen Wert für die DDR geplant. Dieses sollte u. a. einen großen und einen kleinen Saal enthalten. Zum Gebäudekomplex sollte ebenfalls ein ca. 100 m großes Hochhaus gehören. Aufgrund von Sparzwängen wurden die Pläne nicht verwirklicht. Stattdessen wurde 1982 das Kino Prisma als letzter Kinoneubau der DDR eröffnet, das eine der wenigen kulturellen Einrichtungen blieb. 1999 wurde das Kino zugunsten eines Einkaufscenters mit Multiplex-Kino abgerissen. Für Kultur und anspruchsvolleres Einkaufen blieb die Altstadt von Halle unverzichtbar.
Im Gegensatz zu späteren Großwohnsiedlungen der DDR wurde Halle-Neustadt großzügig und geplant mit Kunst am Bau versehen. Dabei wurden Skulpturen, Brunnen und Wandgemälde vom Staat als Bauherrn in Auftrag gegeben und von Künstlern angefertigt. Darunter sind u. a. Josep Renau, Willi Sitte und Gerhard Lichtenfeld zu nennen. Für die einzelnen Wohnkomplexe sowie das Stadtzentrum wurden unterschiedliche Themen vorgegeben, die jedoch nicht ausschließlich in der errichteten Kunst Anwendung fanden. Im ersten Wohnkomplex war das Thema die Freundschaft der Völker, wobei nur wenige Werke zu diesem Thema entstanden. Im zweiten Wohnkomplex gab es Die Rolle der Chemischen Industrie für den Wissenschaftlichen und Technischen Fortschritt der DDR als Thema. Im dritten Wohnkomplex war das Thema die Arbeiterbewegung und im vierten war das Thema Wissenschaft, Kunst und Literatur. In den Wohnkomplexen fünf und sechs wurde das gemeinsame Thema Sieg der Arbeiterklasse im Bezirk Halle festgelegt. Pläne aus den 1970er Jahren sahen vier Monumental-Kunstwerke in Halle-Neustadt vor: Am östlichen, westlichen und südlichen Stadteingang sowie in der Stadtmitte.
Verwirklichte architektonische Höhepunkte sind die fünf Scheiben-Hochhäuser im Stadtzentrum sowie der 380 Meter lange, elfgeschossige Wohnblock „Block 10“ im ersten Wohnkomplex, das größte je in der DDR gebaute Wohnhaus. Damit dieses keinen Sperrriegel darstellte, welcher hätte umständlich umlaufen werden müssen, war er an drei Stellen mit Durchgängen für Fußgänger versehen worden. In diesem Block wohnten bis zu 2500 Menschen, mehr als seinerzeit in Wörlitz, ein damals oft verwendeter Vergleich. Ein Teil dieses Blockes wurde von einem Pflegeheim genutzt.
Ab 1969 wurde ein Kunstpreis der Stadt Halle-Neustadt vergeben.

### Spätzeit der DDR: Pläne für das Stadtzentrum

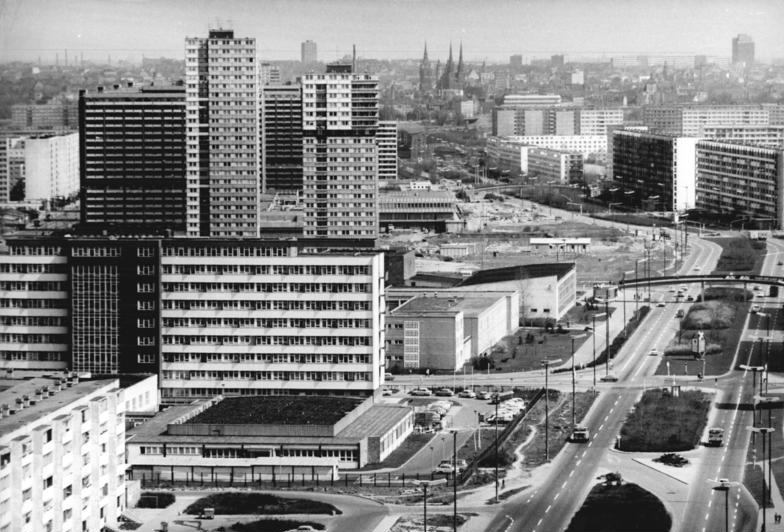
Ansicht von Halle-Neustadt 1982

Die Gestaltung eines Stadtzentrums war schwierig, da nach der ursprünglichen Konzeption jeder der fünf Baukomplexe ein eigenes Teilzentrum mit Kaufhalle, Ambulatorium, Apotheke, Post und Gaststättenkomplex haben sollte, dazu kamen Schulen, Kindergärten und Sportanlagen. Das Zentrum der Stadt war die Neustädter Passage auf zwei Ebenen mit mehreren Kaufhäusern, Fachgeschäften, Zentral-Poliklinik, Hauptpost und dem Haus der Dienste. Nördlich reihten sich die 1970 bis 1975 errichteten „Scheiben“ an, fünf 18-geschossige Hochhäuser mit Mittelgangstruktur, die einerseits als Studentenwohnheime der Martin-Luther-Universität, aber auch als Arbeiterwohnheime der Chemiekombinate Buna und Leuna genutzt wurden. Am „Magistralenknie“ sollte das 100 Meter hohe markante „Haus der Chemie“ erbaut werden, welches aus Kostengründen nie realisiert wurde. Dies lag nicht zuletzt daran, dass Staats- und Parteichef Erich Honecker nur wenig Interesse am Lieblingsprojekt seines Vorgängers Walter Ulbricht und dessen Chemiekampagne hatte und sich stattdessen auf die Hauptstadt Berlin und das republikweite Wohnungsbauprogramm konzentrierte. So klaffte über Jahre hinweg eine große Baugrube zwischen der Hauptpost und dem Kino Prisma. In diesem Bereich entstand schließlich das Rathaus von Halle-Neustadt. Der Bau war bei den damaligen Entscheidungsträgern jedoch umstritten und wurde mehrfach unterbrochen. Die Fertigstellung erfolgte erst im Jahr 1990, so dass es wegen der Eingemeindung nach Halle nie seiner eigentlichen Bestimmung diente.
In den jüngsten Wohnkomplexen wurde später wesentlich enger gebaut, so dass deutlich weniger Platz für Grünflächen blieb. Das war größtenteils dem Wohnungsbauprogramm der DDR geschuldet. Der Bedarf an Wohnraum konnte jedoch vor allem in Halle und Halle-Neustadt bis 1990 nicht abgedeckt werden.
Am östlichen Rand Halle-Neustadts war der mächtige Komplex der Bezirksverwaltung Halle und der Kreisdienststelle Halle-Neustadt des MfS untergebracht, in dem nach der Wende das Finanzamt und die Universität Halle ihren Sitz hatten.

### Ab 1990: Nachwendezeit und Bevölkerungsverlust

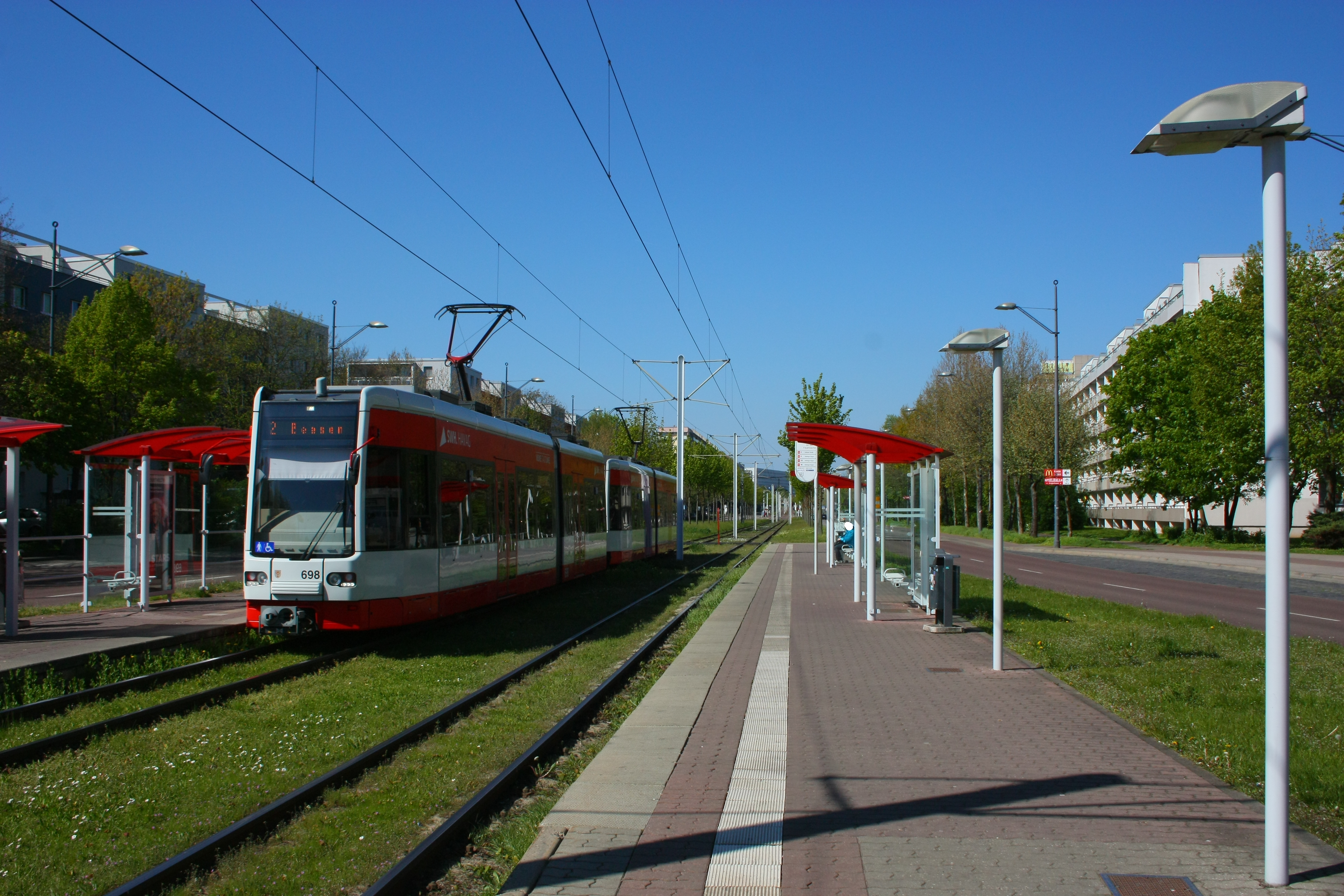
Die nach der Wende neu gebaute Straßenbahnstrecke auf der Magistrale

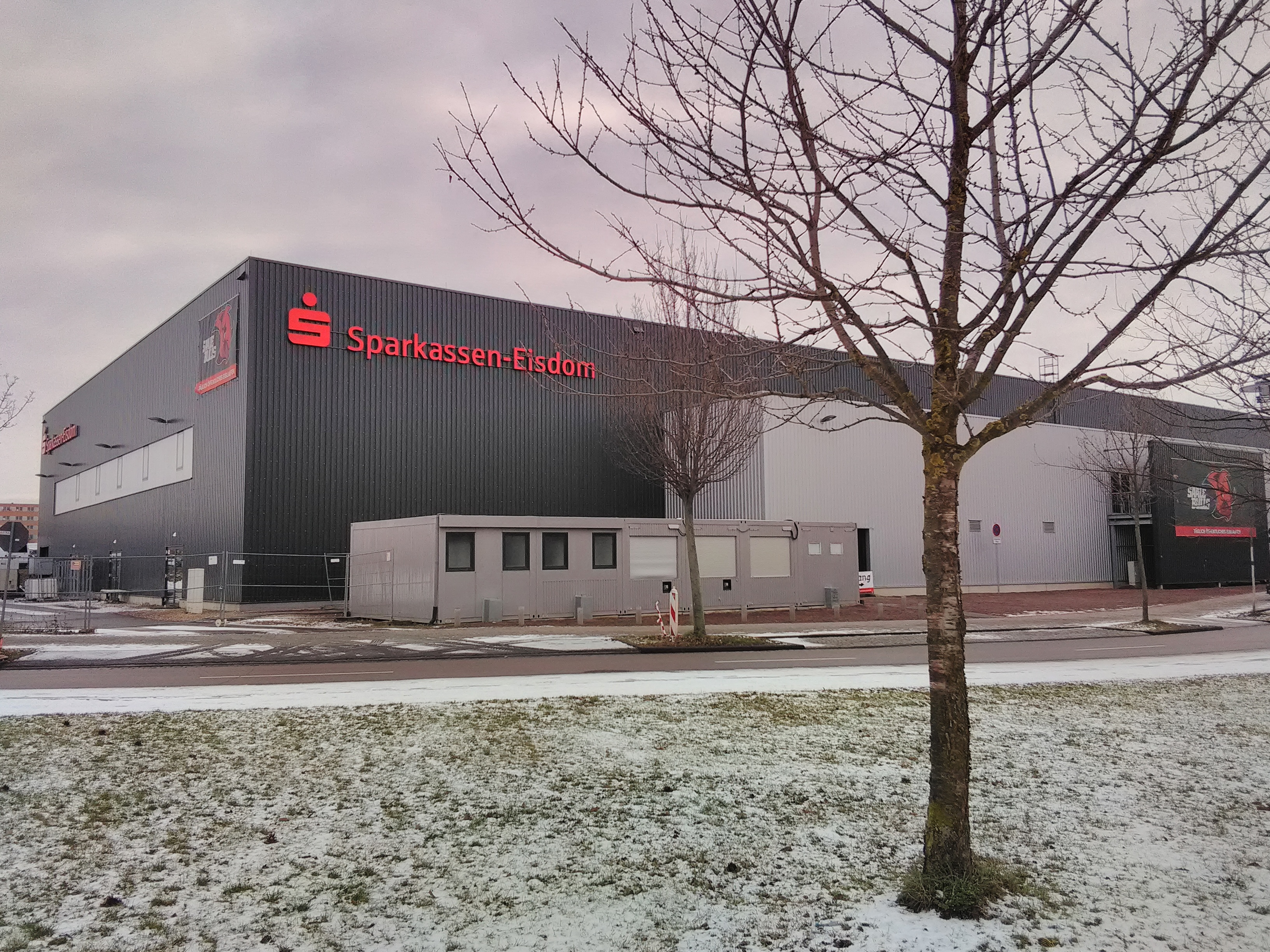
Nach dem Hochwasser von 2013 neu gebaute Eissporthalle in der Nördlichen Neustadt

Nach einer Abstimmung anlässlich der Kommunalwahl am 6. Mai 1990 wurde Halle-Neustadt mit der Stadt Halle vereinigt. Seither umfasst das ehemalige Stadtgebiet den Großteil vom Stadtbezirk West der Stadt Halle, mit den Stadtteilen Nördliche Neustadt, Südliche Neustadt, Westliche Neustadt und Gewerbegebiet Neustadt.
Die Einwohnerzahl ist seit 1990 deutlich auf 47.270 Einwohner (Stand: Ende 2019) gesunken. Die Generation der Erstmieter, mittlerweile meist im Rentnerstand, wohnt noch recht gern in diesem Stadtteil, der sich längst zu einem sozialen Brennpunkt entwickelt hat. Der zunehmende Wohnungsleerstand führte dazu, dass inzwischen die ersten Wohnblocks im Rahmen des Programmes Stadtumbau Ost abgerissen werden. Gleichzeitig wird der Wohnungsbestand aber auch saniert, wodurch die zwischenzeitlich nicht sehr beliebten Plattenbauwohnungen eine bessere Wohnqualität erhalten. Dazu dienten auch die Erweiterung des Straßenbahnnetzes auf der Magistrale zwischen dem jetzigen Stadtbezirk West und anderen Stadtbezirken der Stadt Halle und der Bau mehrerer Supermärkte und Einkaufszentren, von denen das 2000 eröffnete Neustadt-Centrum das bedeutendste ist.
Am Morgen des 11. September 1996 rüttelte ein Erdbeben mit einer Stärke von 5,6 auf der Richterskala die Bewohner Halle-Neustadts aus dem Schlaf. Es gab Berichte über zerbrochene Fensterscheiben, verschobene Schränke und Gebäudeschäden. Personenschäden sind keine bekannt. Das bis nach Leipzig wahrgenommene Erdbeben wurde verursacht durch einen großen Gebirgsschlag im Bergwerk von Teutschenthal. Durch den dortigen Abbau von Kalisalzen wurden unterirdisch große Hohlräume angelegt. Seit einigen Jahren werden diese wieder verfüllt, um weiteren Erdbeben vorzubeugen.

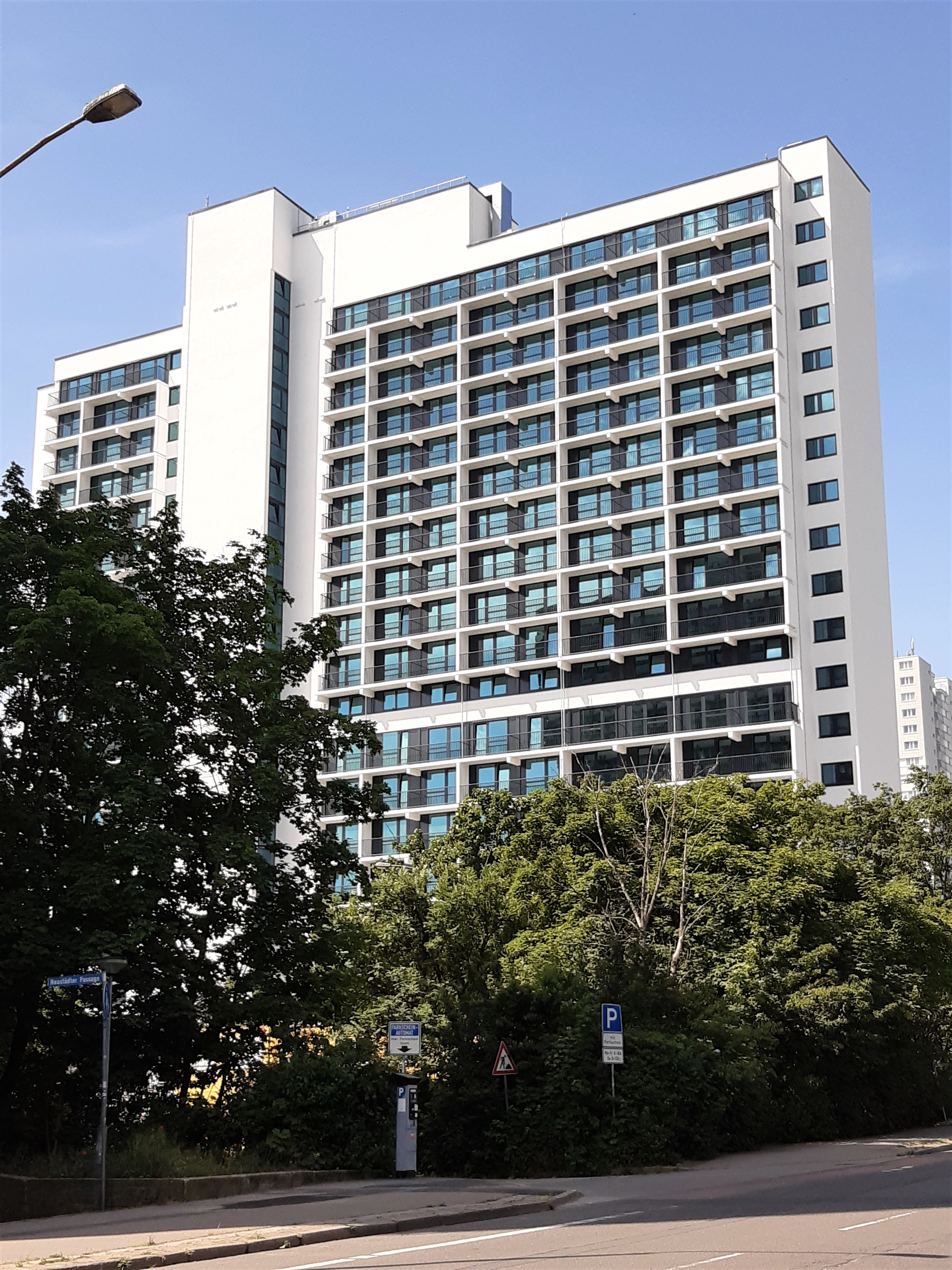
Saniertes Hochhaus Scheibe A an der Neustädter Passage (2021)

Im Jahr 2001 standen durch den Rückgang der Einwohnerzahlen bereits mindestens 6200 Wohnungen in Halle-Neustadt leer. Die Stadt Halle beschloss deshalb, einen Rückbau vorzunehmen, der hauptsächlich an den Rändern des Stadtteils stattfinden sollte. Besonders im Visier für einen Rückbau standen auch die größeren Elfgeschosser, die den meisten Leerstand aufwiesen.
2006 fand im ehemaligen Bahnhofsgebäude Halle-Neustadts eine Ausstellung der Kulturstiftung des Bundes unter dem Titel „Shrinking Cities“ zu sogenannten schrumpfenden Städten statt.
Nachdem eine Fußgängerbrücke aufwendig saniert worden war, fiel sie wenige Jahre später dem Neubau der Straßenbahnstrecke zum Opfer. Einige Fußgängertunnel wurden durch oberirdische Querungen mit Ampeln ersetzt, die der Beruhigung des Fahrzeugverkehrs dienen sollen.
Im Rahmen der Internationalen Bauausstellung „Stadtumbau 2010“ bilden Alt- und Neustadt von Halle das Thema Balanceakt Doppelstadt. Projekte auf dem Gebiet der Neustadt sind der Bau einer Skateranlage im Südosten des Stadtteilzentrums sowie die Neugestaltung des zentralen Platzes im Wohngebiet Am Tulpenbrunnen und der sogenannten Grünen Galerie.
Im Juni 2013 waren die östlichen und südöstlichen Teile Halle-Neustadts beim Saalehochwasser von Überflutung bedroht. Der Deich am Gimritzer Damm drohte einzubrechen. Den Bewohnern wurde dringend empfohlen, die Gefährdungsgebiete zu verlassen.
Nachdem die während des Hochwassers von 2013 beschädigte alte Eissporthalle aus DDR-Zeiten hatte abgerissen werden müssen, wurde im Jahre 2014 in der Nördlichen Neustadt eine neue, moderne Eissporthalle errichtet.
In der zweiten Hälfte der 2010er Jahre wurden zahlreiche Blöcke in Halle-Neustadt saniert. Davon ausgenommen blieb bis zuletzt der Großteil des städtebaulich prägende Ensemble der fünf Scheiben-Hochhäuser im Zentrum des Stadtteils. Unter dem  Oberbürgermeister Wiegand wurde von der Stadt eine Sanierung des westlichsten Hochhauses (Scheibe A) unmittelbar an der Freifläche neben dem ehemaligen Rathaus und dem Kaufhaus Neustadt-Centrum als Verwaltungsstandort mit ca. 520 Mitarbeitern angeregt. Wegen Protesten des Stadtrats wurde 2017 ein Volksentscheid in Halle durchgeführt, in dem sich 57,22 % der Einwohner Halles für eine Sanierung und Anmietung durch die Stadt aussprachen. Nach einer einjährigen Bauzeit wurde die Sanierung im Sommer 2021 fertiggestellt.
Der Spielfilm Wild wurde teilweise in Halle-Neustadt gedreht.

## Bevölkerung
Die Stadt Halle (Saale) gab in ihrem Stadtteilkatalog 2015 Kennzahlen für die einzelnen Stadtviertel heraus.
Die Bevölkerung der Nördlichen Neustadt hatte 2015 ein Durchschnittsalter von 48,1 Jahren, drei Jahre über dem halleschen Durchschnitt. Der Ausländeranteil von 8,1 % lag in einem für Halle durchschnittlichen, im bundesdeutschen Vergleich jedoch unterdurchschnittlichen Bereich. Die Arbeitslosenquote der Nördlichen Neustadt betrug 2015 rund 13,8 %.
Das Durchschnittsalter der Südlichen Neustadt lag 2015 mit 43,1 Jahren unter dem halleschen Durchschnitt. Der Ausländeranteil von 20,1 % war sowohl im halleschen als auch im bundesdeutschen Vergleich überdurchschnittlich. Auch die Arbeitslosenquote in der Südlichen Neustadt 2015 lag mit 17,4 % auf einem für deutsche und hallesche Verhältnisse vergleichsweise hohen Niveau.
Die Westliche Neustadt hatte 2015 mit 51,5 Jahren ein noch höheres Durchschnittsalter. Der Ausländeranteil von 5,1 % war im halleschen Vergleich unterdurchschnittlich. Die Arbeitslosenquote liegt mit 13,5 % etwas niedriger, aber in derselben Größenordnung wie die der Nördlichen Neustadt.
Bis 2023 ist der Ausländeranteil in allen Teilen von Halle-Neustadt angestiegen und liegt nun in allen Stadtvierteln über dem halleschen Durchschnitt von 13,83 %. Am 31. März 2023 hatte die Südliche Neustadt mit 41,01 % den höchsten Ausländeranteil, gefolgt von der Nördlichen Neustadt mit 25,82 % und der Westlichen Neustadt mit 22,79 %. Der Ausländeranteil hat sich in der Südlichen Neustadt somit zwischen 2015 und 2023 in nur 8 Jahren verdoppelt, in der Nördlichen Neustadt mehr als verdreifacht und in der Westlichen Neustadt sogar fast verfünffacht. 

### Entwicklung der Einwohnerzahl

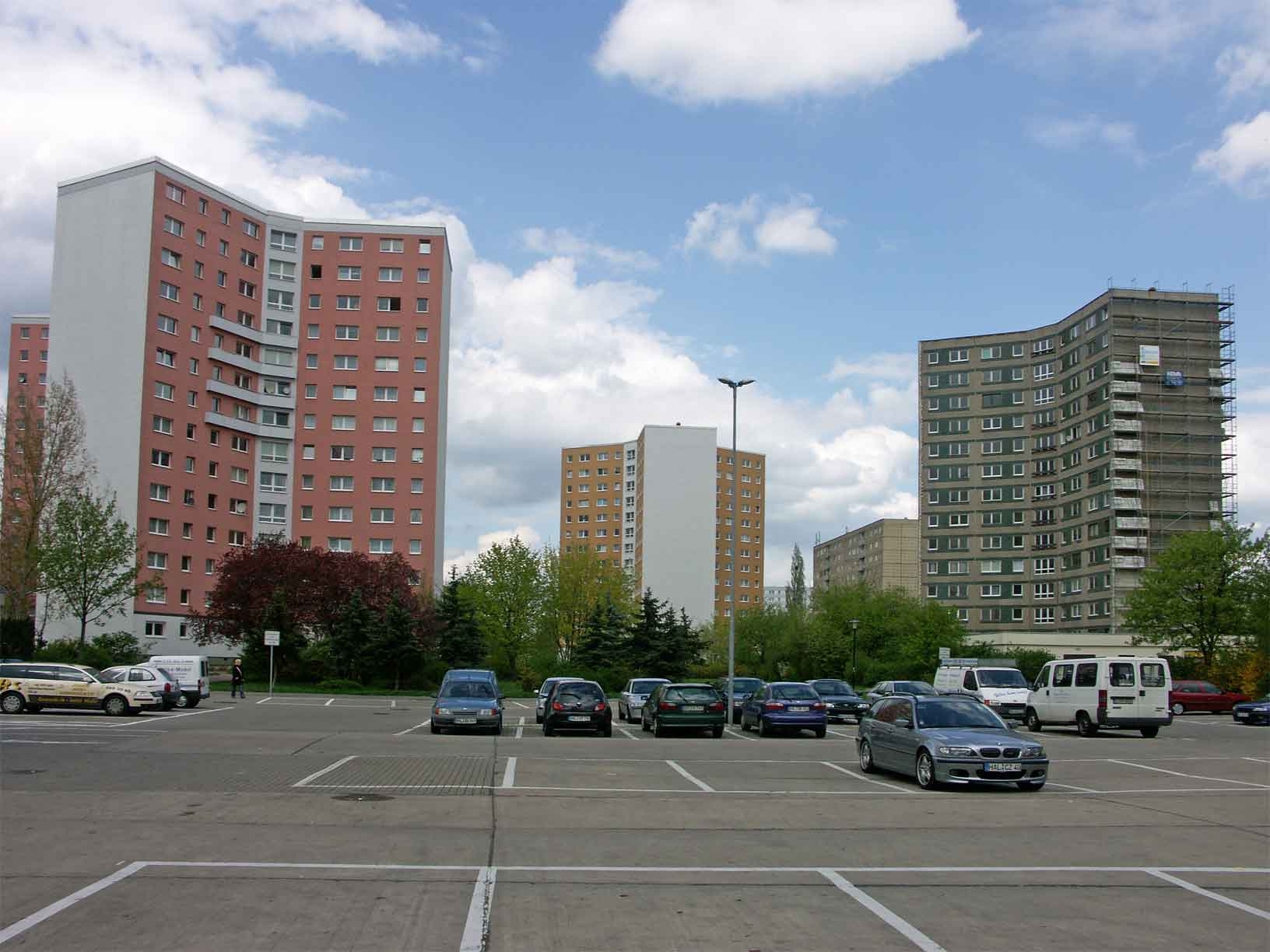
Nach der Wende wurde viel saniert. Bild von sog. Y-Hochhäusern in Plattenbauweise 2006 in sanierter und unsanierter Form.

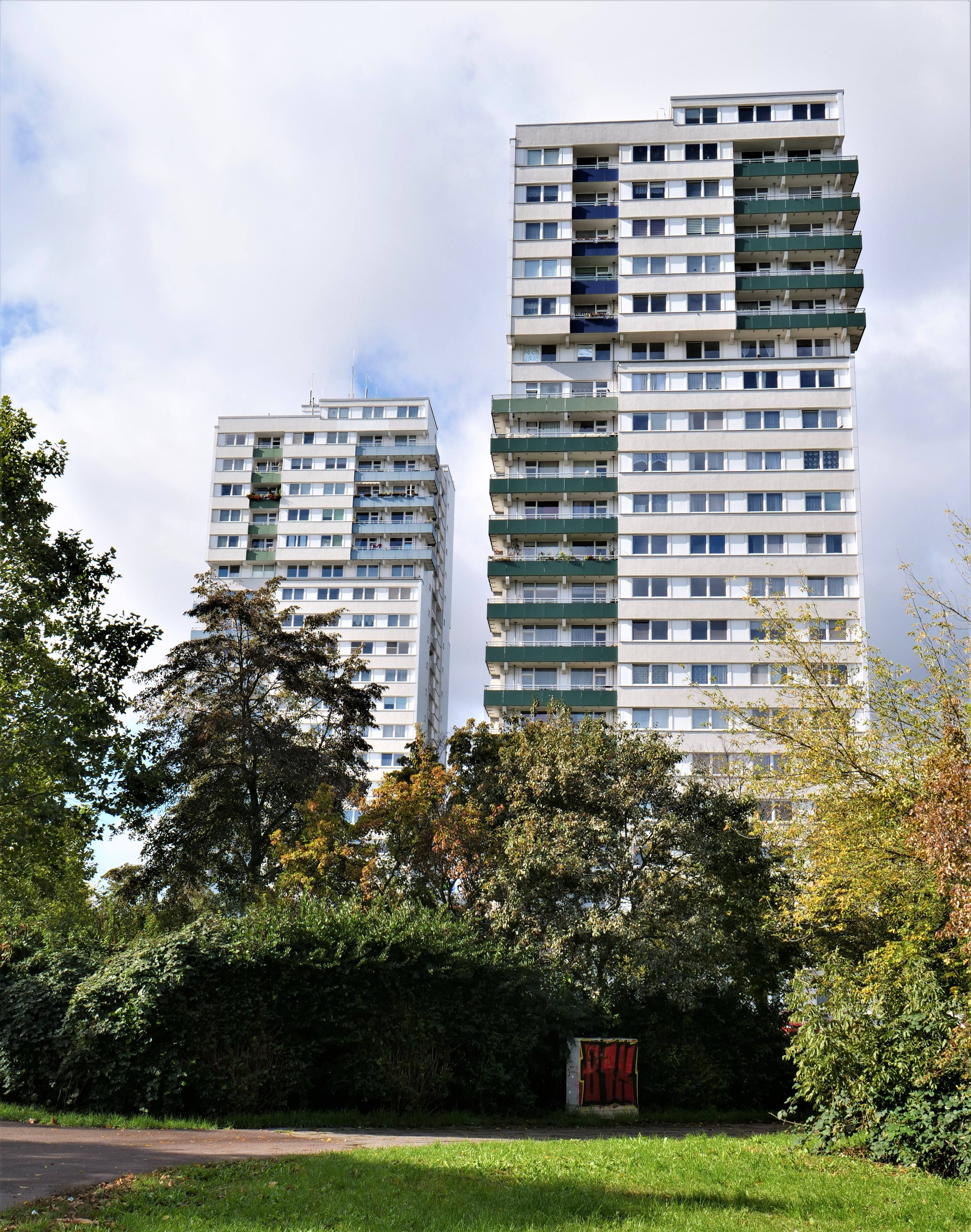
Wohntürme am Ostrand von Halle-Neustadt

Die Einwohnerzahl von Halle-Neustadt nahm während des Baus der Stadt in der DDR schnell auf über 90.000 Einwohner zu. In den ersten Jahren nach der Wende bis ungefähr 2010 verlor die Siedlung die Hälfte ihrer Einwohner wieder. Nach einigen Jahren der Stagnation der Einwohnerzahl ist seit ungefähr 2015 wieder ein Wachstum zu erkennen, das jedoch deutlich langsamer ist als in den Anfangsjahren. Die folgende Tabelle und das folgende Diagramm zeigen die Entwicklung der Einwohnerzahl Halle-Neustadts ohne Wohnheimplätze.
| Jahr | Einwohner |
| ---- | --------- |
| 1965 | 595       |
| 1966 | 3.982     |
| 1968 | 19.208    |
| 1970 | 35.180    |
| 1974 | 67.956    |
| 1983 | 91.563    |

| Jahr | Einwohner  |
| ---- | ---------- |
| 1990 | ca. 90.000 |
| 1993 | 83.803     |
| 1996 | 77.650     |
| 1999 | 65.084     |
| 2000 | 58.195     |

| Jahr | Einwohner |
| ---- | --------- |
| 2005 | 50.293    |
| 2010 | 45.157    |
| 2015 | 45.025    |
| 2019 | 45.661    |
| 2024 | 47.270    |

### Wahlergebnisse
Halle-Neustadt war bei Wahlen traditionell eine Hochburg der Linkspartei und der CDU. Nach der Flüchtlingskrise 2015/2016 gewann die AfD stark an Zustimmung im Stadtteil und stellte bei der Landtagswahl 2016 und bei der Bundestagswahl 2017 jeweils aus dem Stand die stärkste Kraft. In den folgenden Tabellen sind die Wahlergebnisse bei der Bundestagswahl und Landtagswahl 2021 für die einzelnen Stadtviertel Halle-Neustadts notiert.
|                    | CDU  | AfD  | LINKE | SPD  | FDP | Grüne | Sonstige |
| Nördliche Neustadt | 16,7 | 24,1 | 12,1  | 25,8 | 6,5 | 5,8   | 8,9      |
| Westliche Neustadt | 15,4 | 27,7 | 10,2  | 27,8 | 6,4 | 3,8   | 8,6      |
| Südliche Neustadt  | 16,8 | 26,9 | 11,0  | 25,9 | 5,9 | 5,3   | 8,2      |

|                    | CDU  | AfD  | LINKE | SPD | FDP | Grüne | Sonstige |
| Nördliche Neustadt | 31,2 | 26,1 | 13,5  | 7,0 | 5,6 | 5,6   | 5,3      |
| Westliche Neustadt | 31,6 | 29,9 | 11,7  | 7,7 | 5,2 | 2,8   | 11,0     |
| Südliche Neustadt  | 30,4 | 31,0 | 12,9  | 7,7 | 4,4 | 4,4   | 9,1      |

## Religion

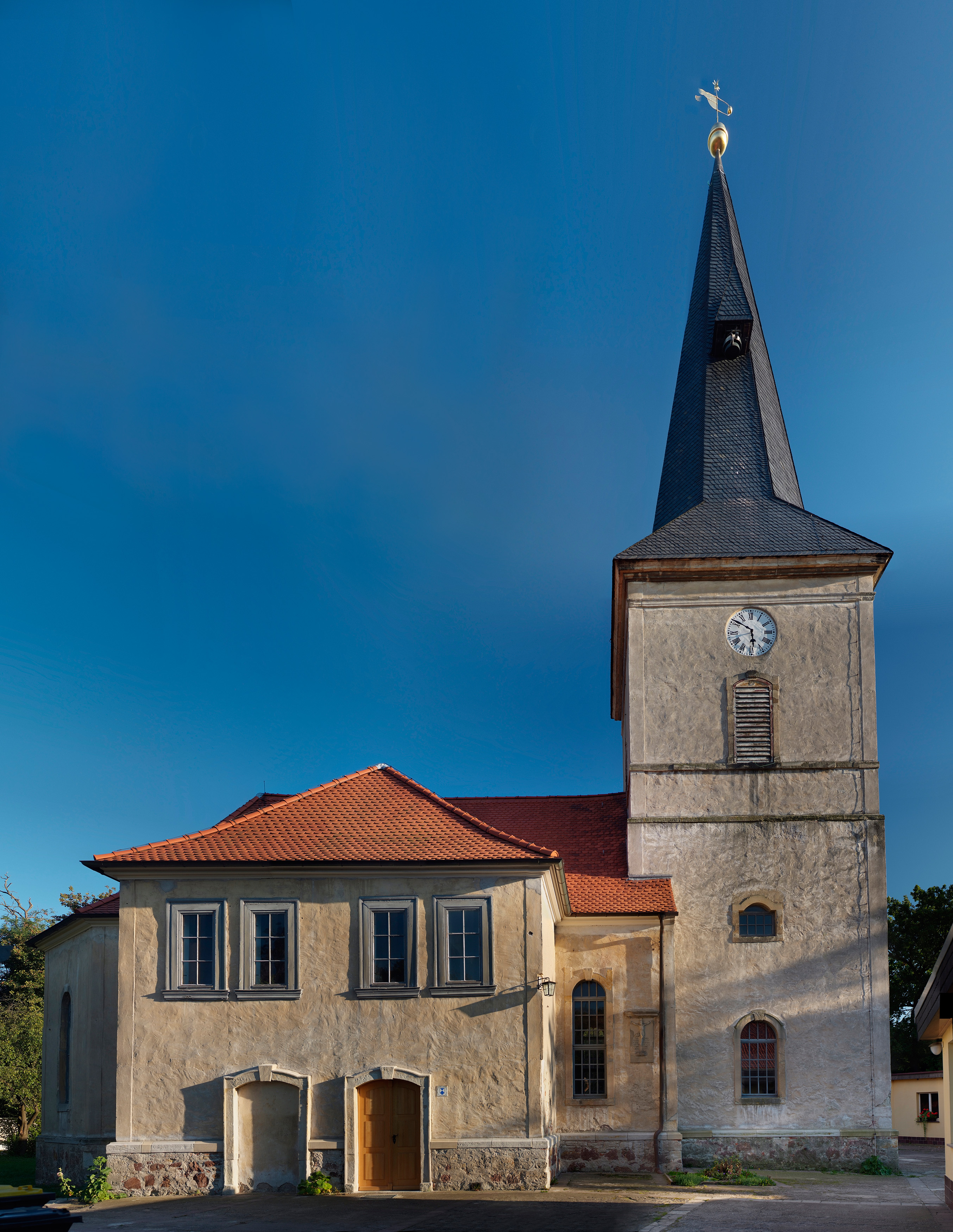
Passendorfer Kirche

Die Passendorfer Kirche, die einzige Kirche von Halle-Neustadt, gehört zur Kirchengemeinde Halle-Neustadt im Kirchenkreis Halle-Saalkreis der Evangelischen Kirche in Mitteldeutschland. 1965 begann die Bildung der Kirchengemeinde, die am 1. August 1967 gegründet wurde. Heute gehört die Kirchengemeinde Halle-Neustadt zum Pfarrbereich Halle-Neustadt, zu dem neben der Passendorfer Kirche auch die Kirche in Nietleben, die Schlettauer Kirche in Angersdorf und die St.-Cyriakus-Kirche in Zscherben gehören.
Von 1966 an bildete sich die katholische Kirchengemeinde Halle-Neustadt, sie wurde als Kuratie der Pfarrei St. Franziskus und Elisabeth in Halle gegründet und am 15. Juli 1969 zur selbstständigen Pfarrei Halle-Neustadt erhoben, die das Patrozinium des heiligen Paulus trug. Da die Pfarrei über kein kircheneigenes Gebäude verfügt, pachtet sie seit November 1970 die evangelische Moritzkirche in Halle. Inzwischen ging die Pfarrei Halle-Neustadt im Zuge der Zusammenlegung von Pfarreien im Bistum Magdeburg in der Pfarrei „St. Mauritius und St. Elisabeth“ auf, die Moritzkirche wird aber weiterhin für katholische Gottesdienste genutzt.
Die Evangeliumschristen-Baptisten verfügen in Halle-Neustadt seit 2016 über ein Bethaus, das durch Umbau eines zuvor land- und viehwirtschaftlich genutzten Gebäudes entstand.
In der nördlichen Neustadt gibt es außerdem ein islamisches Gemeindezentrum unter Trägerschaft eines halleschen, gemeinnützigen Vereins. Der Verein plant, für die Muslime in Halle (Saale) einen Neubau neben dem Bestand zu errichten.

## Wappen
| Wappen von Halle-Neustadt | Blasonierung: „In Rot drei aus einer aufbrechenden gold-grünen Knospe auffliegende silberne Tauben; darüber ein liegender goldener Schlüssel, dessen Schließblatt in Form eines sechseckigen Benzolrings gestaltet und dessen Bart mit einem sechsstrahligen roten Stern belegt ist.“ |
| Wappen von Halle-Neustadt | Wappenbegründung: Mittelpunkt des Wappenbildes bildet eine stilisierte Taubengruppe als Symbol des Friedens. Die Tauben sind an Pablo Picassos Friedenstauben angelehnt. Die Stadt konnte und kann nur im Frieden erblühen. Die Taubengruppe erhebt sich aus einer aufbrechenden Knospe, symbolisiert Freude, Optimismus und Zukunft. Die Taubengruppe hat bereits ihre eigene symbolische Tradition durch den bekannten Taubenbrunnen. Der in Gold gehaltene Schlüssel im Wappenbild verkörpert die zehntausendfache Schlüsselübergabe in der neuen Stadt, die den Weg freigab für eine bessere Lebensqualität und das zukunftsweisende Konzept. Um die Funktion Halle-Neustadts als Chemiearbeiterstadt zu verdeutlichen, wurde das Schließblatt des Schlüssels in Form eines Benzolrings grafisch umgesetzt. Das Wappen symbolisiert die engen Beziehungen zwischen Halle und Halle-Neustadt durch die Verwendung und Einbeziehung eines sechsstrahligen Sterns aus dem Wappen der Stadt Halle. Der rottingierte Schild soll den Bezug zur Arbeiterbewegung darstellen. Das Wappen wurde am 15. Juli 1984 von der Stadtverordnetenversammlung Halle-Neustadt auf einer festlichen Sitzung anlässlich des 20. Jahrestages der Grundsteinlegung beschlossen. Dieses Stadtwappen hatte bis zum 6. Mai 1990, dem Zeitpunkt der Eingemeindung der Stadt nach Halle, seine Gültigkeit. |

## Persönlichkeiten, die vor Ort gewirkt haben
- Richard Paulick (1903–1979), leitender Architekt von Halle-Neustadt
- Josep Renau (1907–1982), spanischer Maler, schuf mehrere große Wandbilder im öffentlichen Raum der Stadt
- Günther Steinacker (1926–2011), Pfarrer
- Lothar Rochau (* 1952), Sozialarbeiter, Diakon und Bürgerrechtler in der früheren DDR